# Digimon Adventure
Digimon Adventure (デジモンアドベンチャー, Dejimon Adobenchā), conhecido na América do Norte como Digimon: Digital Monsters, é uma série japonesa de anime criada por Akiyoshi Hongo e produzida pela Toei Animation em cooperação com a WiZ, Bandai e Fuji Television. Esta foi a primeira série animada originada na franquia Digimon, baseada no mascote virtual de mesmo nome. O anime foi ao ar no Japão entre 7 de março de 1999 e 26 de março de 2000.
Uma adaptação em inglês foi produzida pela Saban Entertainment, transmitida entre agosto de 1999 e junho de 2000 na América do Norte. A série foi sucedida por Digimon Adventure 02, que se passa três anos após os eventos de Adventure. Com o aniversário de 15 anos da série, foi anunciada a série de filmes continuando os eventos de Adventure 02, intitulada Digimon Adventure tri., começando a ser lançada em 21 de novembro de 2015.
No Brasil, o anime teve sua pré-estreia no dia 25 de junho de 2000 na Fox Kids. Estreou oficialmente em 1 de julho na Fox Kids e em 3 de julho 2000 na TV Globo. O anime foi exibido dentro do programa Férias Animadas, onde liderou a audiência do programa.

## Enredo
A série começa em 1º de agosto de 1999, quando sete estudantes — Taichi "Tai" Yagami, Sora Takenouchi, Yamato "Matt" Ishida, Takeru "T.K." Takaishi, Koshiro "Izzy" Izumi, Mimi Tachikawa e Joe Kido — em férias num acampamento de verão, deparam-se com uma nevasca e encontram pequenos dispositivos misteriosos, caídos do céu. Esses objetos — identificados posteriormente como digivices — levam as crianças, através de um portal, a um outro mundo, constituído por dados digitais — o Digimundo, paralelo ao mundo material. Cada uma das crianças conhece um Digimon que se torna seu companheiro. Para tentarem regressar a casa, as crianças percebem que existem digimons bons e digimons maus. Eles iniciam uma luta contra os inimigos que pretendem dominar o Digimundo com a força das trevas, contando com a ajuda dos seus digimons que, com o passar do tempo, se tornam mais poderosos e conseguem se converter em criaturas maiores e mais fortes.
Posteriormente eles descobrem que foram trazidos para o mundo digital para ajudar a combater o mal de Devimon, que deseja assumir a ilha. As crianças superaram seus muitos obstáculos e, com os seus parceiros Digimons, conseguem derrotá-lo. Contudo eles descobrem que ele era apenas a primeira de várias ameaças para o mundo digital. Mais tarde eles conhecem Gennai, um velho digi-humano que se torna seu mentor. Gennai informa-os que eles são as lendárias Crianças Escolhidas (ou Digiescolhidos), e que estão ali para salvar o Digimundo e o Mundo Humano do poder das trevas. As crianças atravessam o oceano em direção a um novo continente, atrás de recuperarem os artefatos conhecidos como brasões. No entanto eles acabam se encontrando com outro vilão conhecido por Etemon e seus servos que tentam impedir a meta dos Digiescolhidos. Posteriormente, depois de muito esforço Tai finalimente ativar o poder de seu brasão e com seu Agumon derrota Etemon numa explosão que cria um buraco negro que o leva de volta para o mundo humano, fazendo Agumon voltar a sua forma primária, Koromon. Tai se reencontra com sua irmã mais nova, Kari Kamiya, que tinha ficado em casa doente. Tai descobre que haviam se passado apenas alguns minutos desde o começo da viagem de verão. Quando Tai recebe uma mensagem de Izzy ele descobre que o Digimundo estava em caos afetando a realidade e assim retorna mais uma vez ao Digimundo com Agumon.
Ao retornarem Tai e Agumon descobrem que haviam se passado semanas desde sua última visita ao Digimundo e agora eles estavam sendo ameaçados por um novo vilão diabólico conhecido por Myotismon e seu servo PicoDevimon que tenta impedir os demais Digiescolhidos de ativarem seus brasões. Depois que Tai reúne o grupo Matt, Izzy e Sora conseguem ativar os poderes de seus brasões e descobrem por meio de Gennai a existência de um oitavo Digiescolhido, que estava sendo procurado por Myotismon. Após retornarem ao mundo humano o grupo luta contra os servos de Myotismon em Tóquio, Joe e Mimi ativam os poderes de seus brasões, e posteriormente descobrem que a oitava criança escolhida era a irmã de Tai: Kari, que se une à serva de Myotismon: Tailmon. No entanto, mesmo com o poder das oito crianças, mesmo depois de Kari conseguir o poder de seu brasão, eles não conseguem deter Myotismon, que se transforma na sua forma mais poderosa: VenomMyotismon, até Tai e Matt desbloquearem um novo poder fazendo Agumon e Gabumon atingirem suas Megaformas.
Com a derrota de Myotismon, as crianças descobrem que se passaram anos e anos no Digimundo e um novo mal começa a ameaçar podendo causar a destruição de ambos os mundos. Ao retornarem ao Digimundo, as oito crianças conhecem os novos vilões conhecidos como Mestres das Trevas, sendo eles: MetalSeadramon, Pinocchimon, Mugendramon e Piedmon, que tinham feito todo o mal causado antes. Os Digiescolhidos continuam lutando, tentando derrotar os Mestres das Trevas ao mesmo que também destroem uma Montanha Espiral que está ligando os dois mundos. Durante a jornada eles descobrem que se tornaram escolhidos por todos verem uma batalha que ocorreu entre dois Digimons no passado. Durante a tensão das batalhas, Matt decide seguir seu próprio caminho. Joe e Mimi também se separam dos demais. Os demais Digiescolhidos continuam sua batalha até chegarem perto de derrotar Piedmon. Apenas quando TK finalmente ativa o poder de seu brasão é que o último Mestre das Trevas é derrotado assim revelando o grande inimigo: Apocalymon. Apocalymon queria destruir os dois mundos, e depois de sua derrota ele tenta um ataque suicida para destruir toda a existência, porém é impedido quando os oito Digivices se unem formando uma barreira que se fecha ao redor de Apocalymon o destruindo. Com o mundo digital e o humano a salvos, Gennai manda as crianças de volta para casa, avisando que elas não poderiam retornar para ver seus amigos Digimons. No entanto eles acreditam que isso não é verdade, e que a ligação dos dois mundos não foi fechada.

## Dublagem

### Versão Brasileira
Estúdio: Herbert Richers
- Tai Kamiya: Luiz Sérgio Vieira[4][5]
- Takeru Takaishi (TK): Caio César[6]
- Joe Kido: Hermes Baroli
- Izzy Izumi: Rodrigo Antas
- Mimi Tachikawa: Érika Menezes
- Kari Kamiya: Indiane Christine
- Koromon / Agumon / Greymon / MetalGreymon / WarGreymon: Manolo Rey
- Pyocomon / Piyomon / Birdramon / Garudamon: Mabel Cezar
- Tanemon / Palmon / Togemon / Lilimon: Fernanda Baronne
- Tokomon / Patamon / Angemon / HolyAngemon: Miriam Ficher

## Desenvolvimento
A inspiração gráfica refere-se aos famosos animes, em particular, como Pokémon, e então o tema da aventura foi adicionado, trazendo de volta os anos anteriores à saga Jurassic Park.
Em 1999, um curta-metragem baseado nos mascotes virtuais chamado Digimon Adventure foi lançado. No entanto, pouco depois que o storyboard do filme foi concluído em 1998, os produtores em Toei Animation haviam solicitado a transformá-lo em um programa de televisão também.
O character design dos DigiEscolhidos foram criados por Katsuyoshi Nakatsuru. A equipe tinha decidido nomear os personagens com base em kanji relacionados a sorte. Para a versão japonesa original de Digimon Adventure, toda a música foi composta por Takanori Arisawa que era mais conhecido por suas composições para a franquia Sailor Moon e Galaxy Fraulein Yuna.
A princípio, o anime estava previsto para ter um final alternativo no episódio 13 após a saga de Devimon, caso o anime não alcançasse o sucesso esperado. Com o sucesso imediato do anime no meio da produção, os produtores começaram a planejar a sequência para o próximo ano: Digimon Adventure 02.
Quando Saban adquiriu os direitos norte-americanos para o show, Wendee Lee, Michael Sorich, e David Walsh tornaram-se os diretores de voz. A trilha sonora original do show foi substituída por músicas compostas por Udi Harpaz e Shuki Levy. Para a dublagem da Saban, Shuki Levy reciclou várias trilhas sonoras de músicas de Starcom: The U.S. Space Force um desenho década de 1980 produzido pela DIC Entertainment, além de reciclar / retrabalhar algumas das músicas de Masked Rider e Homem-Aranha: a Série Animada.

## Mídia

### Anime
Digimon Adventure é composta por 54 episódios. A série foi originalmente exibida entre 7 de março de 1999 e 26 de março de 2000 na Fuji Television, sendo posteriormente transmitida em reprises pela TV Asahi. O programa foi dirigido por Hiroyuki Kakuda e produzido por Taitiro Fujiyama, Daisuke Kawakami, Kotaro Kimura e Hiromi Seki; a trilha sonora escrita para o anime foi composta por Takanori Arisawa, e o artista plástico foi Katsuosi Nakatsuru. A série foi lançada para consumo doméstico nos formatos VHS e DVD no Japão e no exterior. Durante o evento Digimon Adventure 15th Anniversary, ocorrido para celebrar os 15 anos do anime, foi anunciada que uma edição de colecionador de discos Blu-ray, contendo todos os 54 episódios em alta definição, estaria disponível em 3 de março de 2015; nas primeiras cópias da edição, foi incluído um novo CD drama.

#### Trilha sonora
A trilha sonora de Digimon Adventure é bem diversificada e muito bem trabalhada. Ela inclui em suas músicas vários estilos musicais, que vão desde música clássica, com o "Bolero de Ravel", até música pop japonesa, com "I Wish".
- Butter Fly - Kōji Wada (Abertura Japonesa)
- Brave Heart - Ayumi Miyazaki (Música de Digievolução)
- I Wish - Ai Maeda - (Primeiro Encerramento)
- Seven - Kōji Wada - (Tema para a nova etapa da saga)
- Keep on - Ai Maeda - (Segundo Encerramento)

O anime ganhou nova abertura nos Estados Unidos. Ela consiste num rap eletrônico e teve adaptação no Brasil interpretada pela Angélica. A versão em português da música "I Wish" que é tema do primeiro encerramento foi executada durante o episódio 25, interpretada pela dubladora Christiane Monteiro, fazendo a voz cantada da personagem Mimi.
Em Portugal, são executadas as versões portuguesas da trilha original japonesa.

### Filmes
Dois filmes teatrais baseados na série foram lançados nos cinemas japoneses em 1999 e 2000, respectivamente, com adição a um filme em 3D lançado em 2000. Os primeiros dois filmes foram combinados com um dos filmes de Digimon Adventure 02 e foi lançado como Digimon: The Movie (Digimon: O Filme, no Brasil) na América do Norte. Um disco Blu-ray contendo todos os filmes da franquia foi lançado no Japão em 9 de Janeiro de 2015.

#### Digimon Adventure
Digimon Adventure (デジモンアドベンチャー, Dejimon Adobenchā) é o primeiro filme de Digimon. Foi lançado no Japão no dia 6 de março de 1999, um dia antes da estreia da série de televisão no Japão. Foi lançado nos Estados Unidos em 6 de Outubro de 2000 como a primeira parte de Digimon: The Movie chamada Oito Anos Atrás.
Este filme age como um episódio piloto para Digimon Adventure. A primeira história focada em Tai e Kari Kamiya quatro anos antes de sua aventura no Mundo Digital. Ela mostra o seu primeiro encontro com os Digimons e o que aconteceu com eles (assim como as outras crianças que viram e que se tornaram os outros DigiEscolhidos), quando eles participaram de sua primeira batalha Digimon depois de cuidarem de um Botamon que cresce rapidamente. Na história, o Digimon choca de um Digiovo e, eventualmente, digivolve até Greymon para lutar contra um Parrotmon que apareceu na cidade. Os eventos do filme foram usados em um episódio de Digimon Adventure para explicar por que Tai e seus amigos se tornaram DigiEscolhidos.

#### Our War Game!
Digimon Adventure: Our War Game! (デジモンアドベンチャー ぼくらのウォーゲーム!, Dejimon Adobenchā: Bokura no Wō Gēmu!) é o segundo filme de Digimon. Foi lançado no Japão em 4 de Março de 2000. Foi lançado nos Estados Unidos no dia 6 de Outubro de 2000 como a segunda parte do Digimon: The Movie chamada Quatro Anos Depois.
A segunda história ocorre alguns meses após a batalha contra Apocalymon. Ele mostra muitos dos DigiEscolhidos, mas se concentra principalmente em Tai, Matt, Izzy, e TK, como eles acabam salvando o dia em que Diaboromon, um vírus de computador Digimon, levanta estragos em todo o mundo através da Internet, inicialmente consumindo dados, e, em seguida, começando a procurar nas redes americanas pelo Digiescolhido chamado Willis. O Digimau inicialmente derrota Agumon e Tentomon por digivolver aos seus níveis mais elevados rapidamente, mas no segundo confronto Diaboromon se vê atacado por Wargreymon e MetalGarurumon. No entanto a conexão de internet do Tai acaba sendo inundada por e-mails de várias crianças de todo o mundo, fazendo Wargreymon para congelar em um momento crítico, permitindo Diaboromon para derrotar ambos os Digimons e fugir. Diaboromon então começa a duplicar-se rapidamente, e se infiltra em uma base militar americana para disparar dois mísseis nucleares, um destinado a Willis, no Colorado, e o segundo no bairro dos Digiescolhidos no Japão. Wargreymon e MetalGarurumon perseguem as réplicas de Diaboromon para outra parte da internet, na esperança de localizar e destruir o original, porém as cópias continuam os impedindo de parar o míssil. No entanto, os dois Digimons são derrotados em desvantagem e quase são mortos pelos ataques repetidos das várias réplicas. Tai e Matt, desesperados para ajudarem seus parceiros, se teleportam para dentro da Internet e, milagrosamente o reanimam. A esperança dos muitos e-mails das crianças assistindo a batalha faz com que ambos Digimon se fundam, evoluindo para Omegamon, uma das mais poderosas entidades do mundo digital. Omegamon destrói rapidamente as cópias, mas o original se mostra muito rápido para ser atacado, até Izzy usar como ideia redirecionar todos os e-mails das crianças para retardar Diaboromon para uma armadilha, permitindo Omegamon derrotá-lo segundos antes dos mísseis atingirem. Como o fim da crise, o míssil que visava o Japão se desativa e cai na baía de Tóquio sem causar danos.
O filme possui uma possível inspiração no filme de 1983 WarGames, e também inspirou o próprio diretor Mamoru Hosoda a fazer o filme Summer Wars.

#### Digimon: The Movie
Digimon: The Movie (Digimon: O Filme, no Brasil) foi um filme em língua inglesa lançado na América do Norte pela Fox Kids em 6 de outubro de 2000. O filme é uma edição de ambos os dois filmes de Digimon Adventure juntos, bem como o filme de Digimon Adventure 02: Digimon Hurricane Touchdown, editando algumas cenas e detalhes da história para formar uma nova história.

#### Digimon Adventure 3D: Digimon Grand Prix!
Um curta-metragem em animação computadorizada, Digimon Adventure 3D: Digimon Grand Prix! (デジモンアドベンチャー3D デジモングランプリ!, Dejimon Adobenchā: Dejimon Guran Puri), foi apresentado no parque Sanrio Puroland em julho de 2000. O filme foi mais tarde transmitido na 'Tobidasu 3D! Toei Animation Festival' em 3 de outubro de 2009 e depois incluído em DVDs lançados a partir de 21 de fevereiro de 2010. O filme é uma comédia nonsense de 7 minutos mostrando uma corrida absurda entre os Digimons principais de Adventure e Adventure 02.

### Mangás e revistas em quadrinhos
Uma adaptação em mangá ilustrada por Yu Yuen Wong foi publicada em cinco volumes, que foram distribuídos pela Tokyopop nos Estados Unidos. No Brasil o mangá foi distribuído pela Editora Abril a partir de março 2001 no estilo formatinho com menos páginas e um preço favorável. Uma adaptação americana em quadrinhos do arco de Digimon por Daniel HDR, Andy Kuhn, Nigel Dobbyn e Ryan Hill foi publicada pela Dark Horse Comics, entre maio e novembro de 2000.

### Jogos eletrônicos
Personagens e Digimons de Adventure aparecem ao longo de muitos jogos baseados na franquia, como Digimon Rumble Arena.
Um RPG baseado na história original de Adventure foi desenvolvido pela Prope e publicado pela Namco Bandai Games, também com o título de Digimon Adventure, foi lançado para o PlayStation Portable em 17 de janeiro de 2013, como parte da linha de jogos em celebração do aniversário de 15 anos da franquia. o jogo cobre a série inteira, bem como o segundo filme japonês, Bokura no War Game, e tem o retorno de todos os principais dubladores. O jogo também apresenta elementos originais da história e um modo de desbloquear fases com os protagonistas das outras séries de anime na franquia.